# Marco Castelli
Marco Castelli (San Cataldo, 7 giugno 1990) è un modello e stilista italiano.

## Biografia
Nasce a San Cataldo, in provincia di Caltanissetta, quarto di cinque figli. Vive per quasi vent'anni con la sua famiglia a Porto Empedocle, in provincia di Agrigento.
Comincia la carriera di modello a 20 anni, quando un talent scout gli propone un casting per il marchio d'abbigliamento della famiglia Benetton. Dopo essere stato selezionato, debutta a Palermo sulla passerella di United Colors of Benetton.
Successivamente si trasferisce a Milano dove firma il primo contratto con il marchio Gianfranco Ferré per una campagna pubblicitaria di abiti e occhiali.
Nel 2011 lavora per la prima volta fuori dall'Italia, in Svezia e a New York. Torna a Milano e partecipa alle campagne pubblicitarie di C.P. Company e Corneliani.
Nel 2012 come modello appare nelle edizioni italiane di Cosmopolitan e L'Uomo Vogue
In Asia, nel 2013, trascorre nove mesi tra Pechino e Shanghai dove posa per griffe cinesi ed è indossatore per Zegna. Da Tokyo, in Giappone, lavora per Sony e la boutique Aspesi di Omotesando, quindi indossa gli abiti firmati di Bottega Veneta. Nello stesso anno firma il contratto da ambassador, per quattro anni, del newyorkese OVVO Optics e si afferma a livello internazionale sfilando alla Settimana della moda di New York.
Lavora a Los Angeles per John Varvatos; a Miami posa per Flaunt Magazine; promuove le collezioni di Giuseppe Zanotti, Fratelli Rossetti. Scende in passerella per clienti internazionali come Philipp Plein e posa per la copertina di aprile 2015 di American Salon. Nello stesso anno è stato inserito nella classifica Top of Models dal portale models.com
Nel 2016 disegna la sua prima linea di abbigliamento per uomo, Marco Castelli Collection, proposta dalla copertina dello statunitense FSHN Magazine.
A marzo 2017 è sulla copertina di TMN Magazine e, nel 2018, Castelli è il volto della campagna social media di Fendi & Safilo Group, sfila al Festival di Cannes e, a dicembre, a Parigi è modello nel servizio fotografico per la fragranza Bleu de Chanel, diventando l’unico modello italiano di Chanel.
Il 17 agosto 2018 è destinatario di una targa al merito per traguardi internazionali dal Comune di Porto Empedocle.
Da marzo 2019 inizia una collaborazione social con Breitling casa Svizzera di orologi di lusso.
È scelto come designer dalla famiglia reale Al Thani del Qatar, collaborando con la Virginia Commonwealth University.
Nel mese di maggio del 2019 inizia a lavorare come influencer con Bentley. Nel luglio dello stesso anno viene nominato Ambasciatore di Porto Empedocle nel Mondo. 
Nel marzo del 2020 lancia la campagna che chiama Rinascita, decidendo di sostenere la onlus Amici per il Centrafrica Carla Maria Pagani.
Nel gennaio del 2022 presenta la sua nuova collezione presso il Museo Bagatti Valsecchi.
. 
Nello stesso anno dal suo stand nell'area Open Space al Pitti Uomo ha presentato il suo nuovo progetto di calzature.